# Église Saint-Pierre de Brétigny-sur-Orge
Pour les articles homonymes, voir Église Saint-Pierre.
L’église Saint-Pierre est une église catholique, dédiée à l'apôtre Pierre, située dans la commune française de Brétigny-sur-Orge et le département de l'Essonne.

## Situation
L'église Saint-Pierre est située sur une butte dominant le centre-ville de Brétigny-sur-Orge, sur la rive droite de l'Orge, à l'intersection de la rue du Guet de Saint-Pierre et du chemin de Saint-Geneviève. Elle est entourée par l'ancien cimetière communal.

## Histoire
Un premier édifice existait très probablement à cet endroit avant l'édification au XIe siècle de la première église Saint-Pierre, mentionnée dès 1030. Le lieu de culte fut agrandi entre les XIIe et XIIIe siècles, mais fut ruiné au cours de la guerre de Cent Ans. Elle bénéficia d'une restauration aux XVe et XVIe siècles au cours de laquelle fut ajouté le bas-côté droit. Durant l'Ancien Régime, l'édifice servit de lieu d'inhumation avant que ne soit aménagé le cimetière attenant. Au XVIIe siècle fut ajouté le retable de Saint Joseph. Sous la Révolution française, l'église fut vendue comme bien national et devint un lieu de culte civique et de salle de réunion municipale. Au XIXe siècle, une campagne de restauration des voûtes et de décoration intervint avec l'adjonction des fonts baptismaux et du reliquaire de Saint Philibert. Le 7 septembre 1977, l'église bénéficia d'une inscription aux monuments historiques. Les travaux entrepris entre 2017 et 2019 ont permis de restaurer les fresques et voûte étoilée réalisée en 1876 par le peintre Bizot.

## Description
L'église est construite selon l'architecture typique de la région, en meulière et grès selon une orientation Est-Ouest avec un chevet plat, des bas-côté dont celui de droite supporte en son centre le clocher carré à contrefort. La nef centrale se compose de quatre travées voûtées d'ogive avec des clefs de voûte décorées d'outils agricoles. Elle est placée en contrebas du chœur. Les collatéraux gothiques sont eux aussi voûtés d'ogive. Le bas-côté droit comporte un retable à Saint-Joseph.

## Pour approfondir